# Jota (muzyka)
Jota – rodzaj pieśni opartej na hiszpańskim tańcu jota przypominającym walc. W muzyce poważnej wykorzystana w postaci stylizowanej np. przez Ferenca Liszta w jego Rapsodii hiszpańskiej.